# Gens qui pleurent et gens qui rient
Gens qui pleurent et Gens qui rient és un curtmetratge mut francès del 1900 dirigit per Georges Méliès. Va ser venut per la Star Film Company de Méliès i té el número 306 als seus catàlegs.
L'estat de supervivència de la pel·lícula no és clar. En un llibre de 1979, John Frazer va informar que havia vist la pel·lícula en una col·lecció privada; va ser un plan mitjà d'un minut de dues persones juntes, una plorant, una rient maníacament. No obstant això, la filmografia de Jacques Malthête del 2008 de l'obra de Méliès enumera la pel·lícula com a perduda. El 2020, el festival de cinema Il Cinema Ritrovato va presentar una pel·lícula d'un minut dels arxius del Center National du Cinéma, que inclou la pel·lícula com a Gens qui pleurent, gens qui rient i suggerint que pot ser la pel·lícula de Méliès; l'atribució és a "[Georges Méliès?]", amb un signe d'interrogació.